# Državna cesta D501
D501 je državna cesta u Hrvatskoj. Ukupna duljina iznosi 20,3 km.